# داروین هام
داروین هام (انگلیسی: Darvin Ham؛ زادهٔ ۲۳ ژوئیهٔ ۱۹۷۳) بازیکن بسکتبال اهل ایالات متحده آمریکا است. از باشگاه‌هایی که در آن بازی کرده‌است می‌توان به آستین توروس، میلواکی باکس، لس آنجلس لیکرز، آتلانتا هاوکس، واشینگتن ویزاردز، ایندیانا پیسرز، دنور ناگتس، و دیترویت پیستونز اشاره کرد.